# Tweede Kamerverkiezingen 1977/Kandidatenlijst/SGP
Dit is de kandidatenlijst voor de Tweede Kamerverkiezingen 1977 van de SGP. De partij had een lijstverbinding met de RPF en het GPV.

## De lijst
- vet: verkozen
- schuin: voorkeurdrempel overschreden

1. Hette Abma - 163.073 stemmen
2. Henk van Rossum - 4.190
3. Cor van Dis - 1.373
4. Bas van der Vlies - 972
5. R. van Ommeren - 356
6. Cor Boender - 151
7. P.H.D. van Ree - 242
8. P.J. Dorsman - 1.314
9. Driekus Barendregt - 126
10. J.H. Wolterink - 188
11. Gert van den Berg - 223
12. Bert Scholten - 1.764
13. M. Burggraaf - 170
14. A. Vergunst - 565
15. Wisse Bron Rzn. - 57
16. F.W.J. den Ottolander - 79
17. C.S.L. Janse - 32
18. Jac. Dankers - 138
19. Leen van der Waal - 61
20. M. Golverdingen - 34
21. M. Pronk - 298
22. W.Chr. Hovius - 629
23. B. Stolk - 61
24. W. Kroon - 53
25. K. van der Plas - 143
26. J. Catsburg - 413
27. J. Blaauwendraad - 79
28. J. Pijl - 46
29. Rinus Houtman - 79
30. J. de Rooij - 95

CDA · PvdA · VVD · PPR · CPN · D'66 · DS'70 · SGP · Boerenpartij · GPV · PSP · RKPN · DAC · Federatie Bejaardenpartijen Nederland · Partij van de Belastingbetalers · SP · NVU · Verbond tegen Ambtelijke Willekeur · Europese Conservatieve Unie · Lijst 18 (kieskring IX) · KENml · RPF · NMP · Lijst 22
1918 · 1922 · 1925 · 1929 · 1933 · 1937 · 1946 · 1948 · 1952 · 1956 · 1959 · 1963 · 1967 · 1971 · 1972 · 1977 · 1981 · 1982 · 1986 · 1989 · 1994 · 1998 · 2002 · 2003 · 2006 · 2010 · 2012 · 2017 · 2021 · 2023